# جوزيف ر. بوين
جوزيف ر. بوين (بالإنجليزية: Joseph R. Bowen)‏ هو سياسي أمريكي، ولد في 22 أبريل 1950 في الولايات المتحدة. حزبياً، نشط في الحزب الجمهوري.